# Tatort: Neuland
Neuland ist ein Fernsehfilm aus der Kriminalreihe Tatort der ARD und des ORF. Der Film wurde vom HR produziert und am 15. Februar 2009 im Programm Das Erste zum ersten Mal gesendet. Für den Frankfurter Ermittler Dellwo ist diese 722. Tatort-Folge sein 15. Fall, den er dieses Mal ohne seine Kollegin Sänger zu lösen hat. Dellwo fährt in Urlaub aufs Land und wird dort in einen Mordfall verwickelt, den er im Rahmen einer Amtshilfe übernimmt und löst.

## Handlung
Kommissar Fritz Dellwo will seinem Patenkind Jakob ein Geschenk zum Geburtstag zukommen lassen. Da ihn sein Beruf gerade sehr aufreibt und er nur noch genervt auf alles reagiert, entschließt er sich, Urlaub zu nehmen und sein Geschenk persönlich zu überbringen. Der Weg führt ihn von der Frankfurter Metropole aufs idyllische Land. Mit Jacobs Mutter hat er sich früher sehr gut verstanden und will ein bis zwei Tage bleiben. Er nimmt sich ein Zimmer in der Dorfkneipe und schließt schnell Bekanntschaft mit den Männern des Dorfes. Während alle relativ aufgeschlossen auf ihn als Neuling reagieren, fällt ihm Gerti Plauer recht unangenehm auf.
Jacobs Mutter spricht mit Dellwo über ein Auto, das sie vor kurzem im Wald hat stehen sehen, was ihr sehr merkwürdig vorkam. Dellwo sieht mit ihr dort nach und kann kein Auto mehr vorfinden. Da sich in der Nähe ein Baggersee befindet, hält er es für möglich, dass das Auto dort versenkt wurde. Er lässt nachsehen und tatsächlich wird ein Wagen geborgen. Der Besitzer ist ein Grundstücksspekulant namens Markus Gruber, der im Dorf nicht beliebt ist, da er mehrfach versucht hat, Höfe von Bauern aus dem Ort aufzukaufen. Seit drei Wochen scheint Gruber verschwunden zu sein und hatte kurz davor 160.000 Euro erhalten.
Jacobs Mutter befürchtet, dass ihr Mann möglicherweise etwas angestellt hat, denn ihr Hof ist hochverschuldet, und Jens war letzte Nacht nicht zu Hause. Wenig später erwischt der Dorfpolizist Jens dabei, wie er in die Wohnung des vermissten Gruber einbricht und etwas stiehlt. Dellwo glaubt jedoch nicht, dass Jens etwas mit dem Verschwinden Grubers zu tun hat. Er sieht es als Ehrensache an, seiner alten Freundin zu helfen und die Unschuld ihres Mannes zu beweisen. Doch ehe er dazu kommt, wird Jens Reuter erschossen. Somit hat Dellwo es jetzt mit einem Mord zu tun und fühlt sich zuständig. Er bittet seinen Chef, Rudi Fromm, ihm den Fall offiziell zu übertragen, was der, wenn auch widerwillig, tut. Dellwo muss sich mit dem Dorfpolizisten Jochen Kaleck arrangieren, dem das anfangs überhaupt nicht gefällt. Doch ihn beeindrucken seine neuen Aufgaben als Kriminalassistent und beide wachsen zu einem Team zusammen. Kaleck recherchiert zuerst die Telefongespräche von Jens Reuter. Demnach hat dieser noch vor einer Woche mehrfach mit dem Grundstücksspekulanten Gruber telefoniert.
Dellwo nimmt sich zuerst Gerti Plauer vor. Er nimmt ihn fest, da er es für sehr wahrscheinlich hält, dass er unsaubere Geschäfte macht und auch vor einem Mord nicht zurückschreckt. Er ist finanziell von seinem Vater abhängig, der als Patriarch des Dorfes alle, so auch seinen Sohn, unter Kontrolle haben will. Dellwo veranlasst, dass Plauers Firma durchsucht wird, und es findet sich ein Vertrag, wonach Gerti Plauer Gruber ein Grundstück verkaufen wollte. Allerdings ist die eingetragene Kaufsumme nur die Hälfte des Betrages, den Gruber nachweislich bei sich hatte. Demnach müsste es ein zweites Grundstück geben, das ihm jemand verkaufen wollte und wofür er sich das Geld besorgt hatte.
Katrin Reuter will nach dem Tod ihres Mannes den verschuldeten Hof aufgeben und verkauft inzwischen die ersten Tiere an Stefan Kruppka, einen Bauern im Dorf. Dellwo begleitet sie und findet vor Ort heraus, dass dieser etwas mit dem Verschwinden von Gruber zu tun haben könnte: Um zu Geld zu kommen, hat Kruppka Gruber ein Grundstück verkauft, das es gar nicht gibt. Als Kruppka bemerkt, dass Dellwo ihn durchschaut hat, bedroht er in mit einem Gewehr und erklärt, dass es der Gruber „nicht anders verdient“ hätte. Weiterhin gibt er an, dass seine Schweine ihn gefressen hätten. Jens Reuter hatte etwas bemerkt, die gefälschten Unterlagen aus Grubers Wohnung gestohlen und wollte Kruppka erpressen. Deshalb musste auch er sterben. Kruppka schließt Dellwo im Haus ein und will fliehen, wird jedoch von Kaleck gestellt.

## Hintergrund
Der Film wurde vom HR in Frankfurt am Main und Umgebung unter dem Arbeitstitel Trauma produziert. Die Dreharbeiten fanden vom 23. Juni bis 27. Juli 2008 statt.

## Rezeption

### Einschaltquoten
Die Erstausstrahlung von Neuland am 15. Februar 2009 wurde in Deutschland von insgesamt 8,45 Millionen Zuschauern gesehen und erreichte einen Marktanteil von 23,40 Prozent für Das Erste.

### Kritik
Rainer Tittelbach von tittelbach.tv nennt ‚Neuland‘ den „ersten überragenden ‚Tatort‘ 09. […] Der stark besetzte Film, bei dem der Hessische Rundfunk mal wieder auf neue Kräfte setzte, betrat ein Feld, das zuletzt nur einmal Schimanski beackerte oder in den 70er Jahren die legendären ‚Tatorte‘ von Wolfgang Petersen. ‚Neuland‘ klingt nach Pioniergeist, nach Western, aber auch nach Einkaufszentrum.“
Tilmann P. Gangloff stellt zu diesem imponierenden Film fest: „Ein überdurchschnittlich guter ‚Tatort‘ also: wegen der für einen Großstadtkrimi originellen, mitunter allerdings auch mutwillig undurchsichtigen Geschichte (Buch: Bernd Lange), wegen der konzentrierten Inszenierung und einer herausragenden Besetzung sowie wegen Jörg Schüttauf, der ohne seine Partnerin ungleich besser klar kommt als sie ohne ihn.“
Kathrin Buchner bei Stern.de urteilt verhalten über diesen Tatort, denn „zwar ist der Krimi solide und spannend gestrickt, nimmt Anleihen aus Roadmovies und Spaghetti-Western, hat sehr gute Darsteller […] die nicht platt in Gut- oder Böse-Schubladen geschoben werden, und lässt uns ein Stückchen mehr in die Psyche von Dellwo einsteigen. […] Aber ansonsten fehlt ein bisschen der innovative Pfiff - ‚Neuland‘ wird seinem Titel schlichtweg nicht gerecht.“
Die Kritiker bei Quotenmeter.de beurteilen die stil- und stimmungsvolle Inszenierung anerkennend und meinen, dass dies: „vor allem einem wunderbar abgestimmten Soundtrack zu verdanken [ist, sowie] tollen Szenen mit der Handkamera und einem professionellen Schauspielensemble. Einblicke in Dellwos Gedankenwelt, in eine von Krisen gebeutelte Person, dessen Leben anders verlaufen ist als erhofft, runden den Film ab und erweitern den Charakter des sonst so gefassten Kommissars.“
Die Kritiker der Fernsehzeitschrift TV-Spielfilm meinen, dieser Tatort ist: „Ein Heimatwestern: hitzig, ironisch, gut!“